# Томас Вокап
Томас Рајан Вокап (енгл. Thomas Ryan Walkup; Пасадена, Тексас, 30. децембар 1992)  амерички је кошаркаш. Игра на позицији плејмејкера, а тренутно наступа за Олимпијакос. Као натурализовани кошаркаш наступа за репрезентацију Грчке.

## Каријера
Након што није одабран на НБА драфту 2016, Вокап је прву професионалну сезону одиграо у НБА развојној лиги за екипу Винди Сити булса. У сезони 2017/18. наступао је за немачки Лудвигсбург. Уврштен је у идеални тим немачке Бундеслиге за ову такмичарску годину. У јуну 2018. потписао је за Жалгирис. Наредне године продужио је уговор са Жалгирисом на још две сезоне. За три сезоне у Жалгирису три пута је био првак Литваније и два пута освајач националног купа. У јуну 2021. потписао је уговор са грчким  Олимпијакосом.
У априлу 2023. добио је грчко држављанство. Играо је за репрезентацију Грчке на Светском првенству 2023. године.

## Успеси

### Клупски
- Жалгирис:
  - Првенство Литваније (3): 2018/19, 2019/20, 2020/21.
  - Куп Литваније (2): 2020, 2021.
- Олимпијакос:
  - Првенство Грчке (2): 2021/22, 2022/23.
  - Куп Грчке (3): 2022, 2023, 2024.
  - Суперкуп Грчке (2): 2022, 2023.

### Појединачни
- Најкориснији играч финала Првенства Литваније (1): 2020/21.
- Најкориснији играч финала Првенства Грчке (1): 2022/23.
- Идеална петорка Првенства Немачке (1): 2017/18.
- Најбољи одбрамбени играч Евролиге (1): 2023/24.
- Најбољи одбрамбени играч Првенства Немачке (1): 2017/18.
- Најбољи одбрамбени играч Првенства Грчке (2): 2021/22, 2022/23.